# 邦迪古
邦迪古（法語：Bondigoux，法語發音：[bɔ̃diɡu]）是法国上加龙省的一个市镇，属于图卢兹区。 

## 地理
邦迪古（43°50'24"N, 1°32'25"E）面积7.46 平方千米，位于法国奧克西塔尼大區上加龙省，该省份为法国西南部内陆省份，西南端与西班牙接壤，自此顺时针与上比利牛斯省、热尔省、塔恩-加龙省、塔恩省、奥德省和阿列日省接壤。
与邦迪古接壤的市镇（或旧市镇、城区）包括：蒙瓦朗、塔恩河畔莱拉克、塔恩河畔拉马格德莱娜、维勒马捷、塔恩河畔维勒米尔。
邦迪古的时区为UTC+01:00、UTC+02:00（夏令时）。

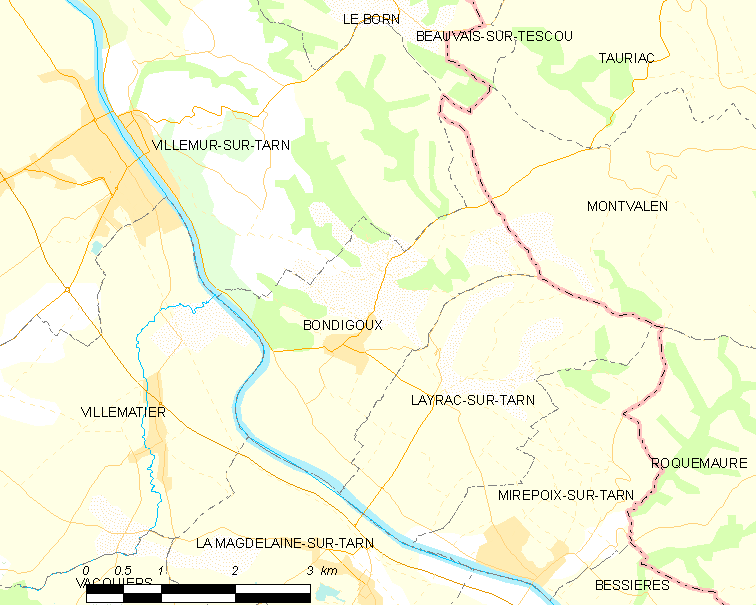
邦迪古的OSM定位图

## 图集

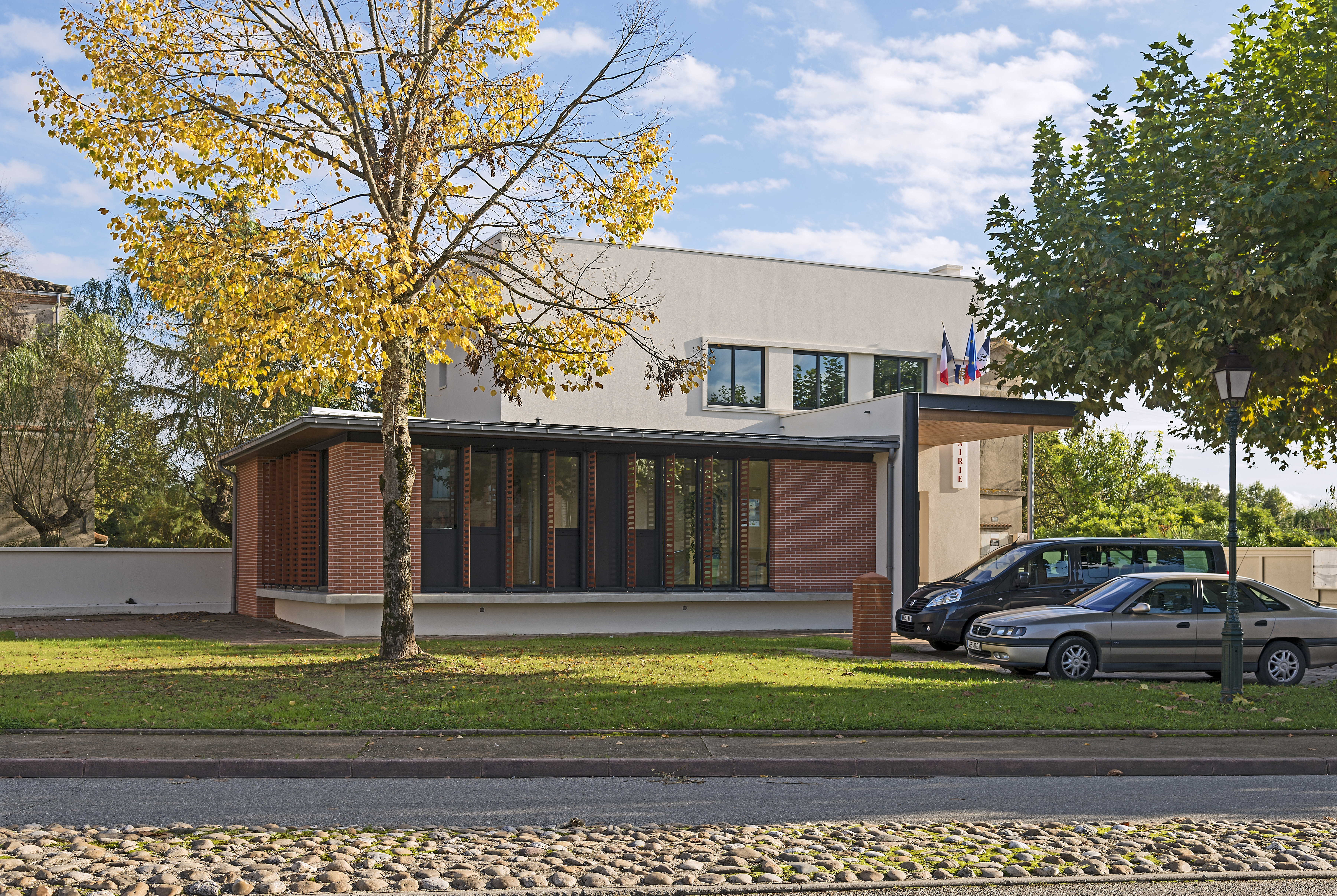
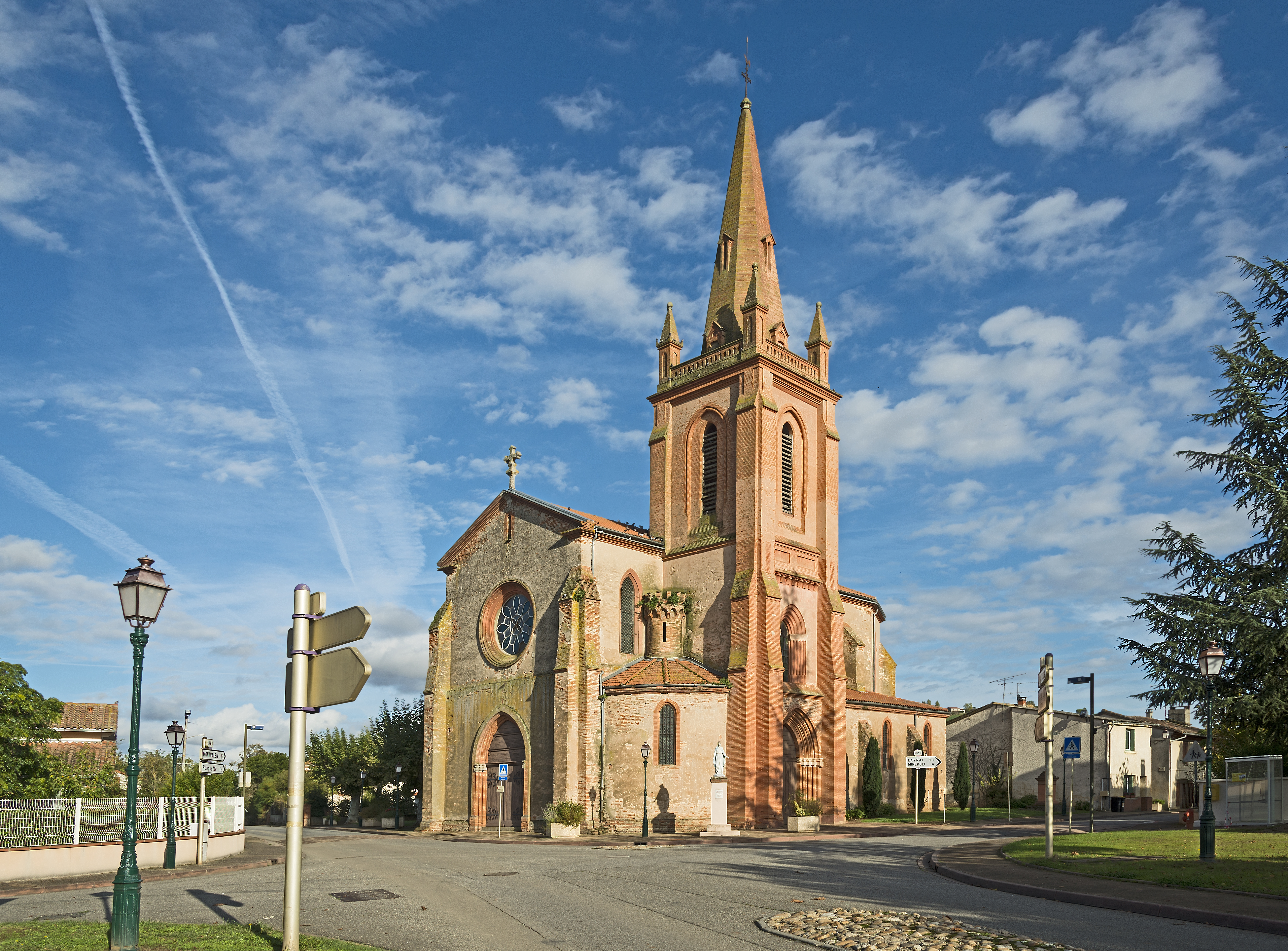
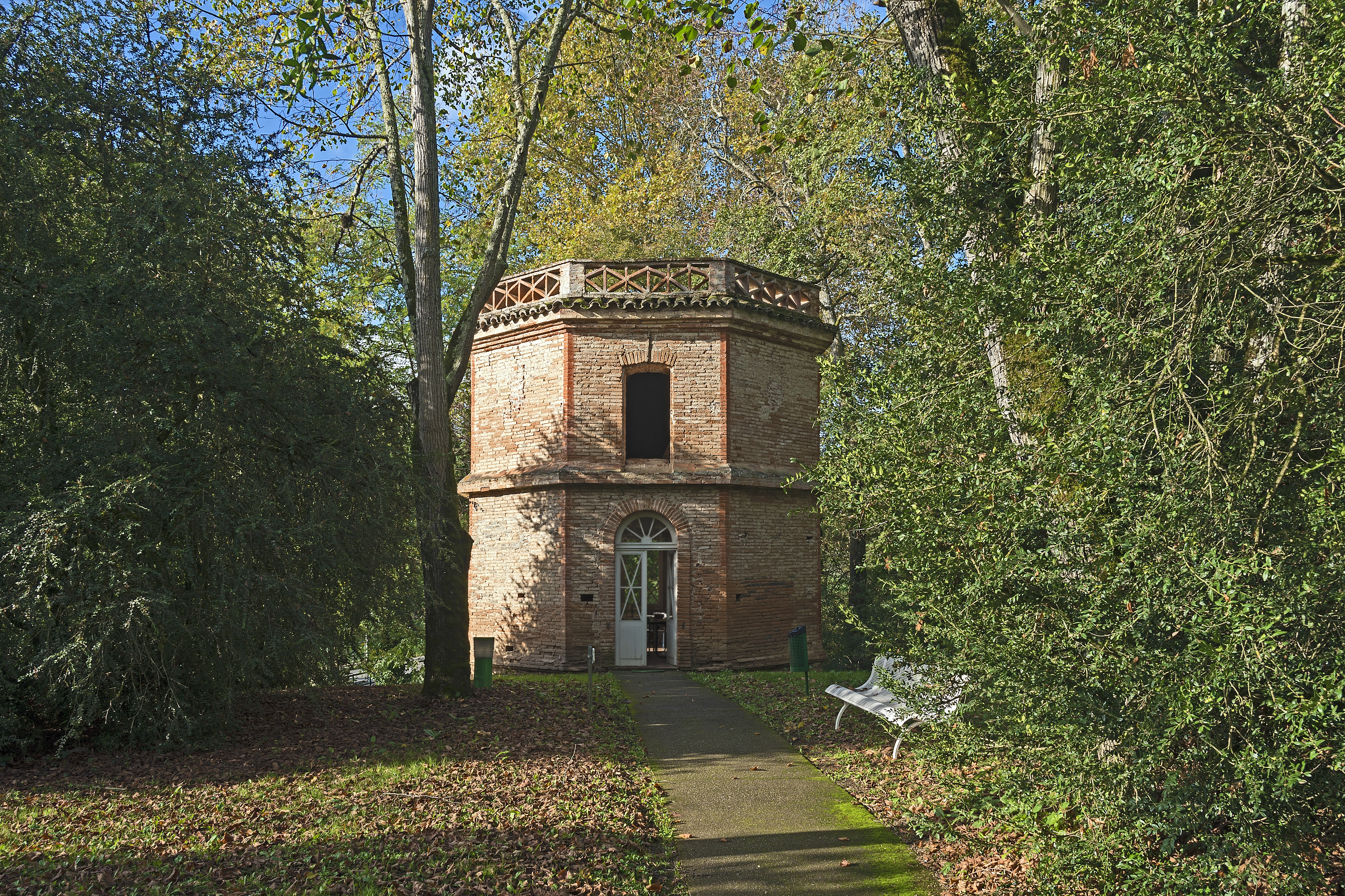

## 行政
邦迪古的邮政编码为31340，INSEE市镇编码为31073。

## 政治
邦迪古所属的省级选区为塔恩河畔维勒米尔县。

## 人口

1962-2008年间邦迪古人口变化图示

邦迪古于2022年1月1日时的人口数量为749人。